# Малий Кунинець
Мали́й Куни́нець — село в Україні, у Вишнівецькій селищній громаді Кременецького району Тернопільської області.  До 2020 підпорядковане Великокунинецькій сільській раді. До Малого Кунинця приєднано хутір Духів. Розташоване в центрі району.
Населення — 297 особа (2003).

## Історія
Відоме від XVII ст.
На 1936 рік село входило до ґміни Вишневець Кременецького повіту.
12 червня 2020 року, відповідно до Розпорядження Кабінету Міністрів України від  № 724-р «Про визначення адміністративних центрів та затвердження територій територіальних громад Тернопільської області», село увійшло до складу Вишнівецької селищної громади.
19 липня 2020 року, в результаті адміністративно-територіальної реформи та ліквідації Збаразького району, село увійшло до складу новоутвореного Кременецького району.

## Релігія
Є церква Казанської Ікони Божої Матері (1994, мурована).

## Галерея

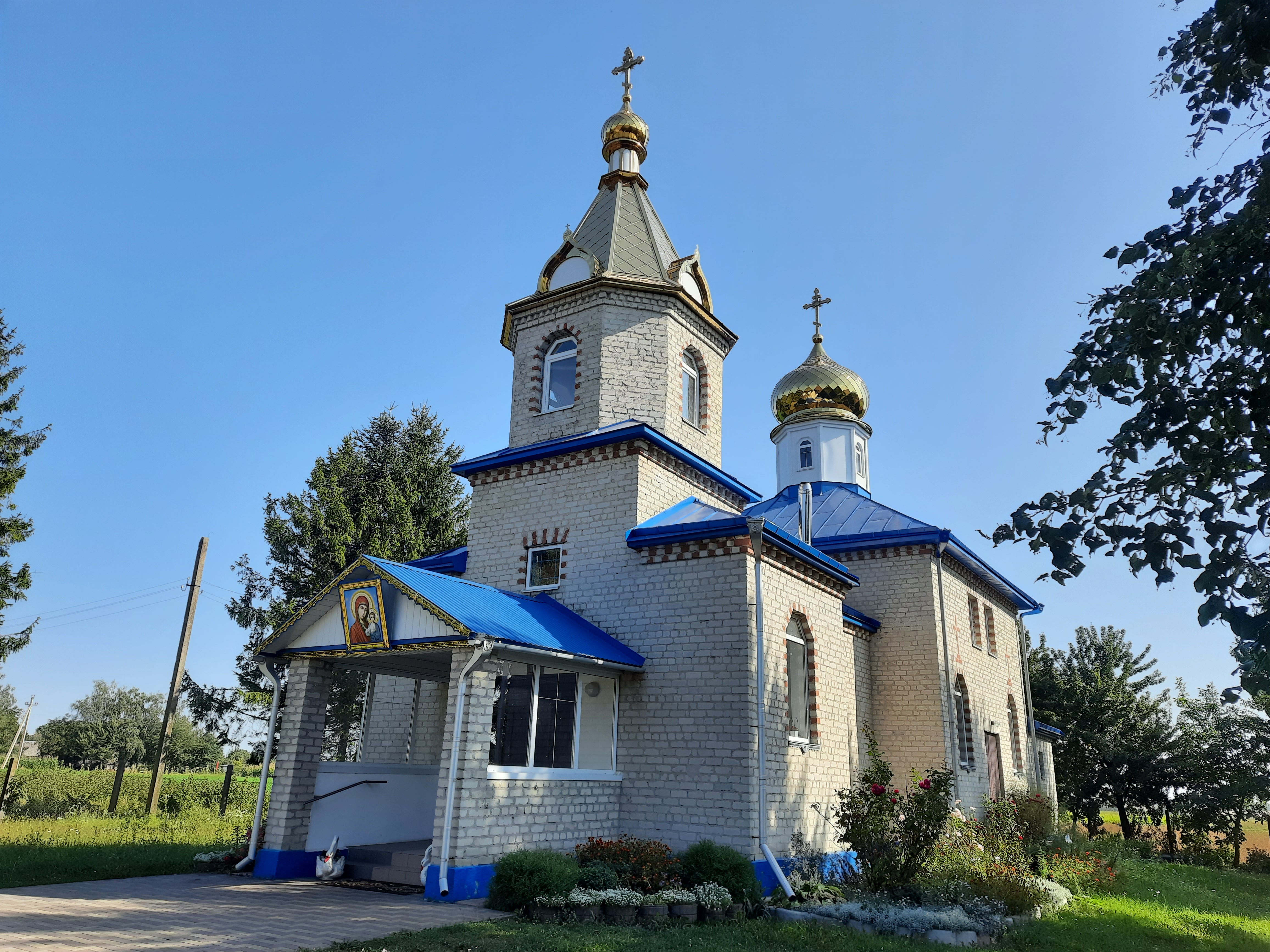
Церква Казанської Ікони Божої Матері
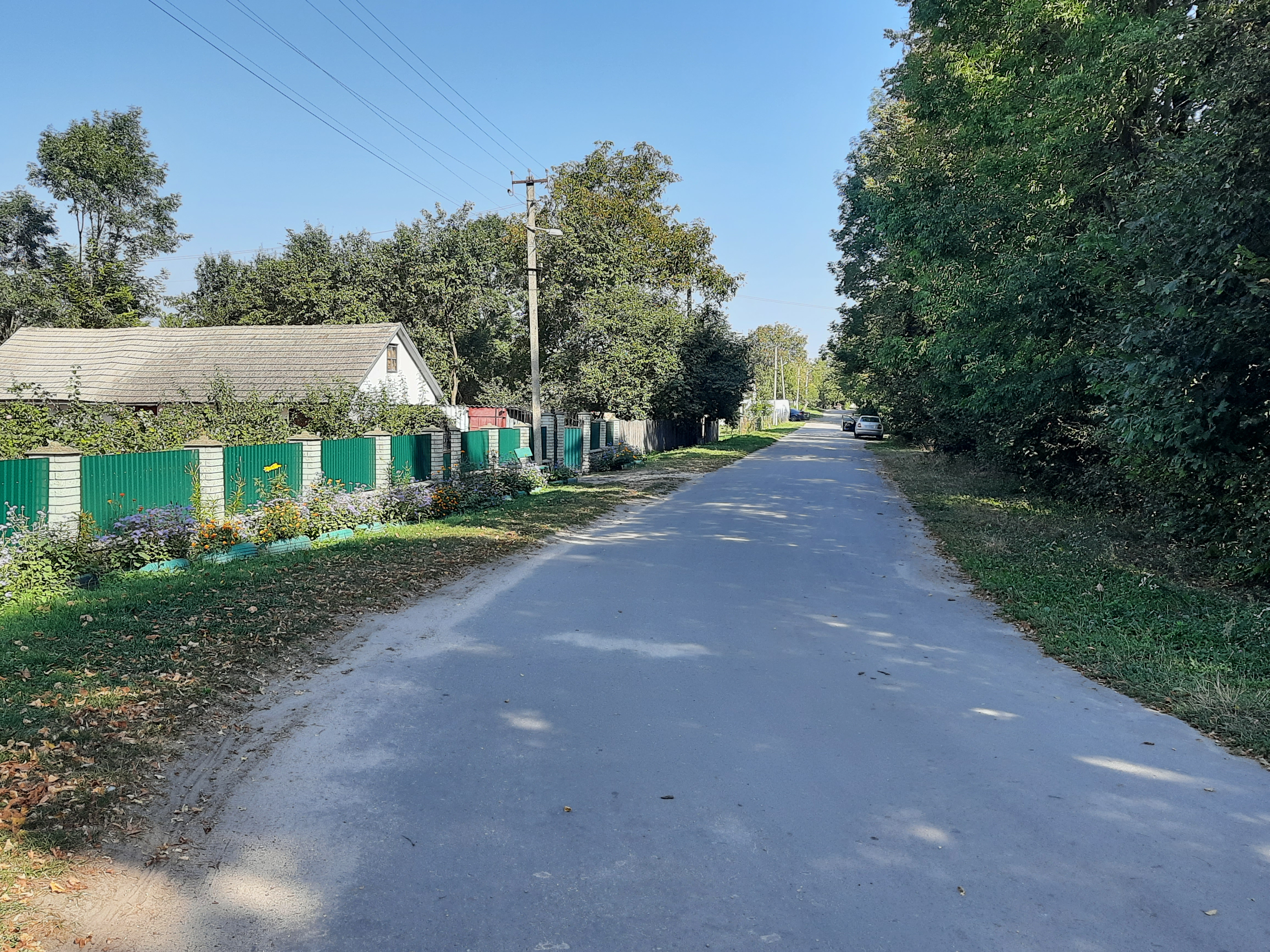
Сільська вулиця
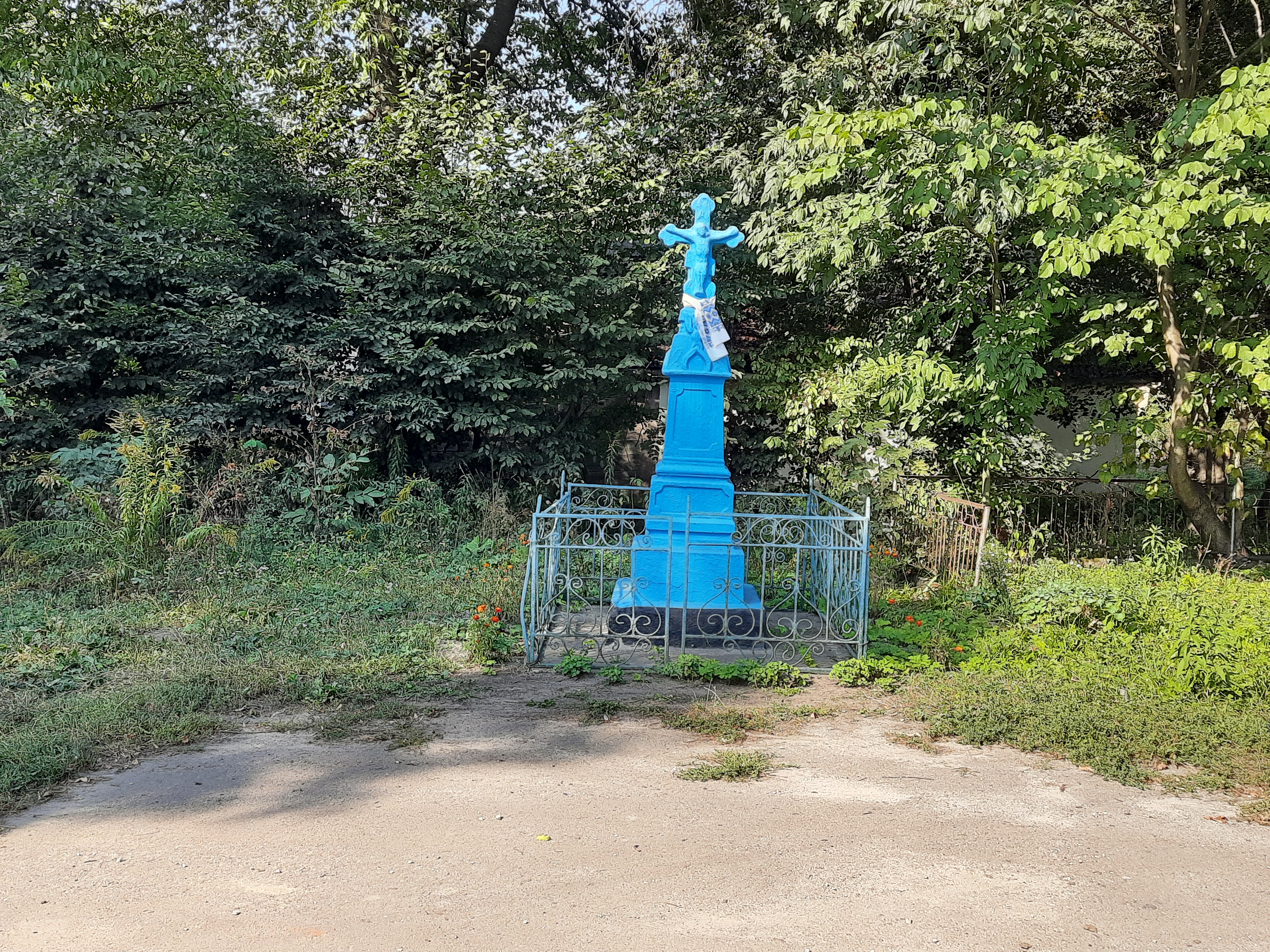
Пам'ятний хрест
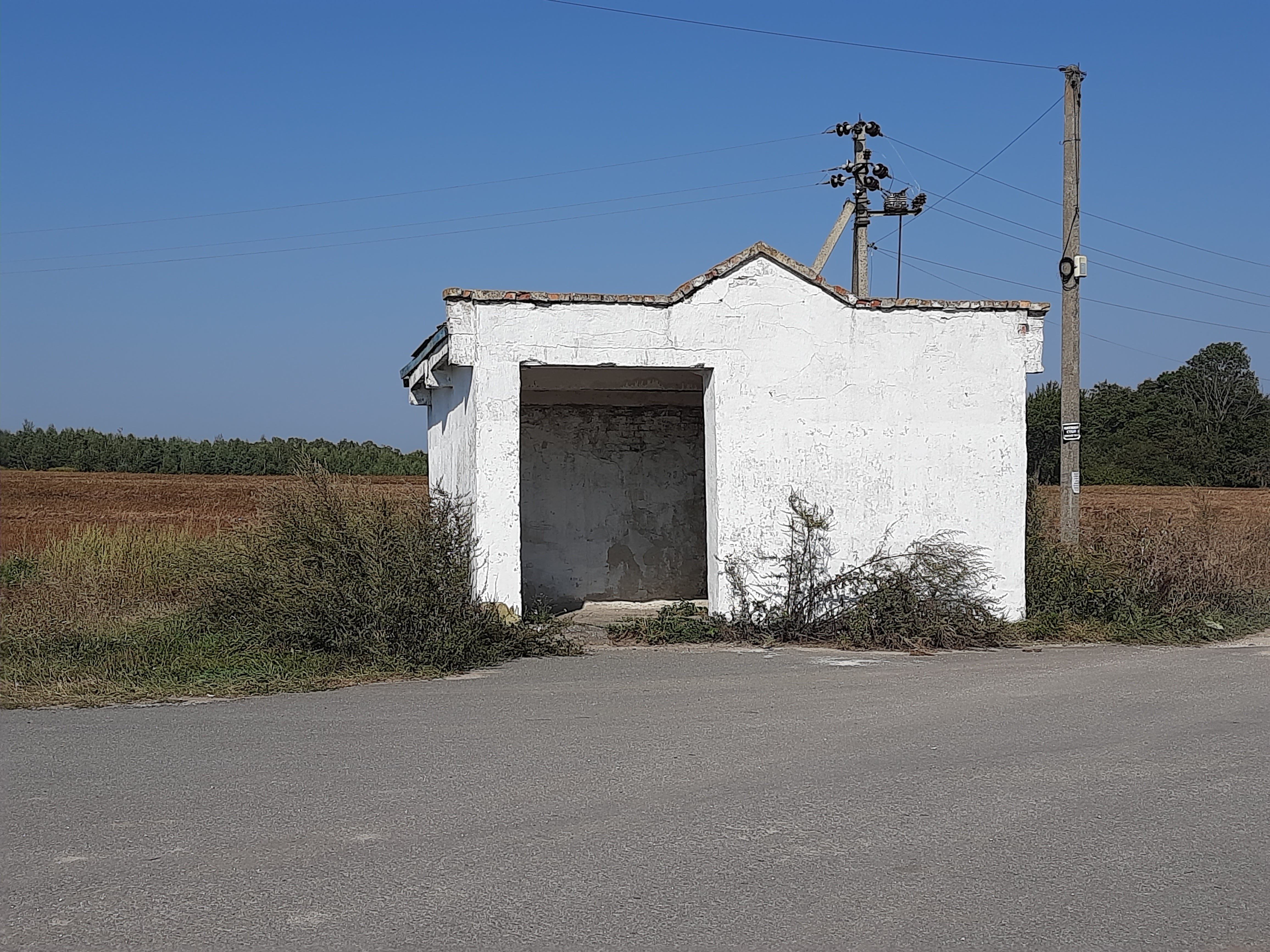
Автобусна зупинка біля села